# أوساط النجوم
«أوساط النجوم» هو الألبوم السادس للفنانة المغربية أسماء المنور أصدر يوم 14 فبراير 2019.